# Empis tribulis
Empis tribulis är en tvåvingeart som beskrevs av Collin 1933. Empis tribulis ingår i släktet Empis och familjen dansflugor. Inga underarter finns listade i Catalogue of Life.